# Antoine-Martin Chaumont de La Galaizière
Pour les articles homonymes, voir Chaumont.
Pour les autres membres de la famille, voir Famille Chaumont de La Galaizière.
Antoine-Martin Chaumont, marquis de La Galaizière, né le 22 janvier 1697 à Namur et mort le 3 octobre 1783 à Paris, est un magistrat et intendant français, qui est notamment chancelier de Lorraine de 1737 à 1758, pendant le règne de Stanislas Leszczynski.

## Biographie

François-André Vincent, Le marquis de La Galaizière créé chancelier de Lorraine au château de Meudon par Stanislas Leczinski le 18 janvier 1737, 1778. Nancy, Musée lorrain.

### Famille
il épouse en 1724 Louise Élisabeth Orry, sœur de Philibert Orry, futur contrôleur général des finances, dont il a eu quatre enfants :
- Antoine Chaumont de La Galaizière, intendant de Montauban (1758) , de Lorraine, puis d'Alsace (1778-1790),
- Philibert, capitaine des gardes du corps de Stanislas Leszczynski,
- Barthélémy-Louis-Martin, évêque de Saint-Dié de 1777 à 1802,
- Marie Catherine Stanislas.

### Carrière française
Conseiller au Parlement de Metz, puis maître des requêtes (1720), il est nommé Intendant de la généralité de Soissons en 1731. 

### Carrière lorraine
En 1735-1736, dans le cadre de la guerre de succession de Pologne, des accords entre l'Autriche et la France prévoient que 
1) les duchés de Lorraine et de Bar sont attribués à titre de dédommagement au roi de Pologne Stanislas Leszczynski, beau-père de Louis XV ; 
2) ils deviendront français à la mort de Stanislas.
Choisi dès 1736, Chaumont de la Galaizière est nommé chancelier de Lorraine et chef de ses conseils par lettres patentes du 18 janvier 1737, avec de très grands pouvoirs, car, par la déclaration secrète de Meudon du 30 septembre 1736, Stanislas a abandonné la réalité du pouvoir au roi de France. Chaumont de la Galaizière reçoit aussi de Louis XV une commission en date du 28 avril 1737, qui le nomme « intendant des troupes françaises en Lorraine ».  
Avec le baron Stanislas-Constantin de Meszek, représentant Stanislas, Chaumont de la Galaizière prend officiellement possession du duché de Bar le 8 février 1737, et du duché de Lorraine le 21 mars. Stanislas s'installe à Lunéville le 3 avril.
La mission du chancelier (c'est-à-dire intendant, agent du roi de France) consiste à introduire l'administration française dans les duchés, ce qu'il accomplit avec une grande rigueur. Il ordonne la construction de nouvelles routes, notamment la route de Toul à Nancy, ce qui l'amène à rétablir la corvée. Il introduit en Lorraine et Barrois un châtiment inconnu jusqu'alors, la condamnation aux galères. 
Il devient rapidement impopulaire. Il est attaqué publiquement par Georges Bagard, auditeur à la chambre des comptes de Lorraine, qui l'accuse de népotisme. Saint-Lambert, qui est pourtant proche de la cour de Lunéville (notamment en tant qu'amant de la marquise de Boufflers) écrit des poèmes contre le « tyran » ; une chansonnette populaire chantée par les veilleurs à la suite de la « victoire fiscale » lorraine démontre cette impopularité du chancelier :

« Éveillez-vous, gens qui dormez et préparez vos jarretières pour étrangler La Galaizière. »

Chaumont de la Galaizière quitte ses fonctions en Lorraine le 4 décembre 1758, mais est remplacé par son fils Antoine, qui restera en place jusqu'en 1777, ayant procédé au rattachement de la Lorraine à la France à la mort de Stanislas en 1766.
Revenu à Paris, Chaumont de la Galaizière est nommé conseiller d'État, puis membre du Conseil royal des finances (1776), fonction qu'il conserve jusqu'à sa mort en 1783.

## Résidences
- En Lorraine : château de Neuviller-sur-Moselle.
- À Paris : il achète en 1768 l'Hôtel Gouffier de Thoix, rue de Varenne.
- À Condé-sur-Huisne (Orne) : manoir de La Galaizière.
- Dans les Yvelines actuelles, la seigneurie de Mareil-le-Guyon, acquise en 1719.

## Armoiries
Blason : D’argent, à un mont de sable, dont le sommet est flambant d’une flamme de gueules, d’où sort de la fumée de chaque côté, roulée en forme de volute.

## Sources
- Arch Guerre, YA 32A, dossier Chaumont de La Galaizière.
- Archives départementales des Yvelines
  - Série E : E231-467 lettres d'Antoine-Martin de Chaumont, marquis de La Galaisière, écrites de Lunéville, à la famille de Bombelles ;
  - E646  bail à rente foncière et seigneuriale du moulin à masse, à vent de Montfort-l'Amaury et de pièces de terres situées à Montfort-l'Amaury, 1774-1783.
  - Série F : 1F75 lettre de M. Turgot à M. de la Galaizière en 1776 ; 18F216 mémoires de Chaumont de Galaizière à l'Assemblée des notables.
  - Série J : J2431 seigneurie de Mareil-le-Guyon ; J3050 (pièce 94) : fonds Dauvergne, copie manuscrite d'une lettre patente autorisant Antoine Chaumont de la Galaizière à réunir plusieurs fiefs à sa terre de Mareil-le-Guyon et à ériger le tout en comté, 1747 ; 2J1-45. Références en ligne.
  - Série Q : 4Q74 dossier de séquestre révolutionnaire ; 5Q212 dossier individuel de la direction des domaines ; 5Q302 restitutions et indemnités, loi dite du Milliard, dossier individuel.
- Archives départementales de Meurthe-et-Moselle : Fonds de la Société d’archéologie lorraine, ms 58, pièces relatives à l’administration de La Galaizière en Lorraine : recueil (1757-1758), (manuscrits déposés aux archives départementales).
- Archives départementales des Vosges : E dpt 112/AA 2 1 organisation de l’assemblée municipale : lettre du marquis de la Galaizière, conseiller du roi, 1766.